# Алерди, Паскуаль
Паскуаль Алерди (нем. Pasquale Aleardi; род. 1 июня 1971, Цюрих, Швейцария) — швейцарский актёр и музыкант. Наиболее известен по роли Джей-Ди в фильме «Обитель зла» (2002), также снимался в фильмах Тиля Швайгера. С 2003 года играет на клавишных инструментах в музыкальной группе Big Gee.

## Карьера
В 2002 сыграл роль спецназовца Джей-Ди в голливудском боевике «Обитель зла».
В 2013 выступал на Бродвее в мюзикле «Чикаго» в роли Билли Флинна.
В 2016 играл одну из главных ролей в швейцарском мини-сериале «Готтард», который стал одним из самых масштабных теле-проектов Швейцарии.

## Фильмография
| Год       |    | Русское название                  | Оригинальное название                         | Роль                 |
| --------- | -- | --------------------------------- | --------------------------------------------- | -------------------- |
| 1994      | ф  | Тайна гробницы                    | Die Knickerbocker-Bande: Das sprechende Grab  | Адриан, фокусник     |
| 1999      | с  |                                   | SK Kölsch                                     | детектив Дино Ричи   |
| 2000      | с  | Мотокопы                          | Die Motorrad-Cops: Hart am Limit              | Оливер Стейнбах      |
| 2002      | ф  | Обитель зла                       | Resident Evil                                 | Джей-Ди Салинас      |
| 2004      | ф  | Хороших мужчин на всех не хватает | Schöne Männer hat man nie für sich allein     | Даниэль              |
| 2006      | ф  | Где Фред?                         | Wo ist Fred?                                  | Бенно Хелд           |
| 2007      | ф  | Красавчик                         | Keinohrhasen                                  | Анвальт              |
| 2007      | с  | Телефон полиции — 110             | Polizeiruf 110                                | Роберт Саковский     |
| 2009      | ф  | Вулкан                            | Vulkan                                        | Фил Фридрихс         |
| 2010      | ф  | Таверна призраков                 | Im Spessart sind die Geister los              | Ральф Динерт         |
| 2011      | ф  | Мужчины в большом городе 2        | Männerherzen... und die ganz ganz große Liebe | Маурицио Маркез      |
| 2012      | ф  | Обитель зла: Возмездие            | Resident Evil: Retribution                    | Джей-Ди Салинас      |
| 2013      | с  | Место преступления                | Tatort                                        | Петер Альбрехт       |
| 2013      | ф  | Берлинское дело                   | Bereullin                                     | Даган                |
| 2014      | ф  | Мёд в голове                      | Honig im Kopf                                 | полицейский на КПП   |
| 2014—2021 | с  | Инспектор Дюпин                   | Kommissar Dupin                               | инспектор Жорж Дюпин |
| 2015      | ф  | Пятеро друзей 4                   | Fünf Freunde 4                                | прокурор             |
| 2016      | с  | Готтард                           | Gotthard                                      | Томасо Лаццарони     |
| 2015      | тф | Для Эммы и навсегда               | Für Emma und ewig                             | Бен Мартин           |
| 2019      | ф  | Я никогда не был в Нью‑Йорке      | Ich war noch niemals in New York              | волшебник Коста      |